# Таможенный союз Европейского союза

Таможенный союз Европейского Союза

Таможенный союз Европейского союза (англ. European Union Customs Union) — таможенный союз стран Европейского союза и ряда других стран, важная составляющая общего рынка.
Создание таможенного союза стало первоочередной задачей после подписания Римского договора и завершилось в 1968 году. Главными были следующие мероприятия:
- отмена всех таможенных пошлин и ограничений между странами-членами;
- введение единого внешнего тарифа в отношении товаров третьих стран, одинакового для всего Европейского сообщества (прибыль от его взыскания стала одним из источников формирования собственных ресурсов Сообщества)
- общая торговая политика как внешний аспект таможенного союза (на международном уровне Сообщество выражает общую позицию всех государств-членов).

Совместные процедуры и правила были собраны вместе в едином административном документе (англ. Single Administrative Document), который заменил все предыдущие нормативные акты. С 1993 года официально начал действовать общий рынок, все традиционные проверки на внутренних границах были отменены вместе с таможенными формальностями. Таможенные службы стран-членов потеряли функции взимания акцизного сбора, НДС и накопления статистической информации.
В союз входят все страны — члены ЕС, а также кандидат в члены ЕС Турция и карликовые государства, граничащие с ЕС, — Андорра, Монако и Сан-Марино.
Великобритания, несмотря на состоявшийся 31 января 2020 года выход из ЕС, также сохраняет частичное членство в Таможенном союзе на условиях временного участия территории Северной Ирландии.